# Sultanato di Isaaq
Il Sultanato di Isaaq (in somalo: Saldanadda Isaaq, in arabo  سلطنة الإسحاق‎?) era un regno Somalo che governava parti del Corno d'Africa durante i secoli XVIII e XIX. Ha attraversato i territori del clan Isaaq nei giorni moderni Somaliland e Etiopia. Il sultanato era governato dal ramo Rer Guled del clan Eidagale.